# 金凱德 (伊利諾伊州)
金凱德（英語：Kincaid）是位於美國伊利諾伊州克里斯蒂安縣的一個村落。

## 地理
金凱德的座標為39°35′15″N 89°24′55″W / 39.58750°N 89.41528°W，而該地最高點為海拔高度182米（即598英尺）。

## 人口
根據2010年美國人口普查的數據，金凱德的面積為2.11平方千米，當中陸地面積為2.11平方千米，而水域面積為0.00平方千米。當地共有人口1505人，而人口密度為每平方千米713人。